# Viento Sur
Viento Sur es una revista política de pensamiento crítico y de análisis de la actualidad  que se edita con periodicidad bimestral desde 1992 en España.
En marzo de 2017 la revista publicó su número 150, coincidiendo además con el 25 aniversario de la publicación de la primera revista Viento Sur. El tema del número 150 fue "1917-2017. Repensar la revolución".

## Línea editorial
Tiene como referencia y perspectiva política un marxismo abierto y el fomento de la comunicación y el encuentro con otras corrientes del pensamiento crítico. Los artículos publicados en la revista tratan temas de actualidad política internacional, movimientos sociales, y cuestiones teóricas. Ha puesto énfasis especial en la cobertura de los debates ligados al movimiento altermundialista y los procesos políticos y sociales de América Latina.

## Revista y página Web
La revista está estructurada en distintas secciones: "El desorden global" (sobre temas de internacionales), "Miradas" (sección de fotografía), "Plural" (dossier central de cada revista), "Plural 2" (sección con textos diversos de reflexión y debate),  "Voces" (sección de literatura),, "Futuro anterior" (sección de historia), "Aquí y ahora" (actualidad política y social de España), "Subrayados" (reseñas de libros). La revista incluye también una "Propuesta gráfica", obra original de pintores(as), dibujantes y grafistas. Junto con la revista impresa la revista tiene una web ( www.vientosur.info ) con materiales específicos.

### Edición y redacción
Viento Sur ha sido editado desde su fundación por Miguel Romero hasta su fallecimiento enero de 2014; luego, por Jaime Pastor y, a partir de febrero de 2024, su editor es Marc Casanovas. Está compuesto por una redacción de la revista impresa (con, entre otros, Brais Fernández, Alberto García-Teresa y Begoña Zabala) y otra de la web (con, entre otros, Josu Egireun, María Gómez, Petxo Idoyaga, Gloria Marín, Júlia Martí y Sergio Pawlowski). .

### Consejo Asesor
Está compuesto por, entre otros, Daniel Albarracín, Iñaki Bárcena, Martí Caussa, Judith  Carreras, Andy Durgan, Manolo Garí,  Sandra Ezquerra, Pepe Gutiérrez-Álvarez, Pedro Ibarra, Petxo Idoyaga, Gloria Marín, Justa Montero, Roberto Montoya, Ángeles Ramírez, Alberto Santamaría, Miguel Urbán y Esther Vivas.
La revista ha realizado labores editoriales en colaboración con editoriales como La Catarata, Icaria Editorial, El Viejo Topo, La oveja roja y actualmente Sylone, y organiza de forma regular actos públicos y presentaciones de libros y revistas.

## Autores que publican en Viento Sur
Algunos de los autores destacados en el pensamiento político crítico internacional que publican en Viento Sur son: Daniel Bensaïd, Michael Löwy, David Harvey, Perry Anderson, Michel Warschawski, Éric Toussaint o Gilbert Achcar.